# Rosmetro
Il rosmetro o riflettometro è uno strumento che misura il rapporto di onda stazionaria (ROS) in una linea di trasmissione. Lo strumento indica il grado di disadattamento tra una linea di trasmissione e il suo carico elettrico (solitamente un'antenna radio). I tecnici usano questo parametro per valutare l'efficacia degli accorgimenti adottati per ottenere l'adattamento di impedenza.

## Rosmetro direzionale
Un rosmetro direzionale misura l'ampiezza dell'onda diretta e di quella riflessa analizzando ciascuna separatamente, con accoppiatori direzionali. Da ciò un calcolo, poi, fornisce il valore del ROS.

Un semplice rosmetro direzionale.

Riferendoci allo schema elettrico in figura, il trasmettitore (TX) e i morsetti dell'antenna (ANT) sono connessi mediante una linea di trasmissione interna. Questa linea principale è elettromagneticamente accoppiata a due linee più piccole (accoppiatori direzionali), che fungono ciascuna da sensore. Queste terminano con resistori a un'estremità e raddrizzatori a diodi dall'altra. Alcuni strumenti usano un circuito stampato con tre tracce parallele per ottenere la linea di trasmissione e le due linee che fungono da sensori. I resistori adattano l'impedenza caratteristica di queste linee che fungono da sensori. I diodi convertono, conservando le ampiezze, l'onda diretta e l'onda riflessa in tensione raddrizzata diretta FWD e riflessa REV, rispettivamente, di cui poi si ottiene l'inviluppo con i condensatori.

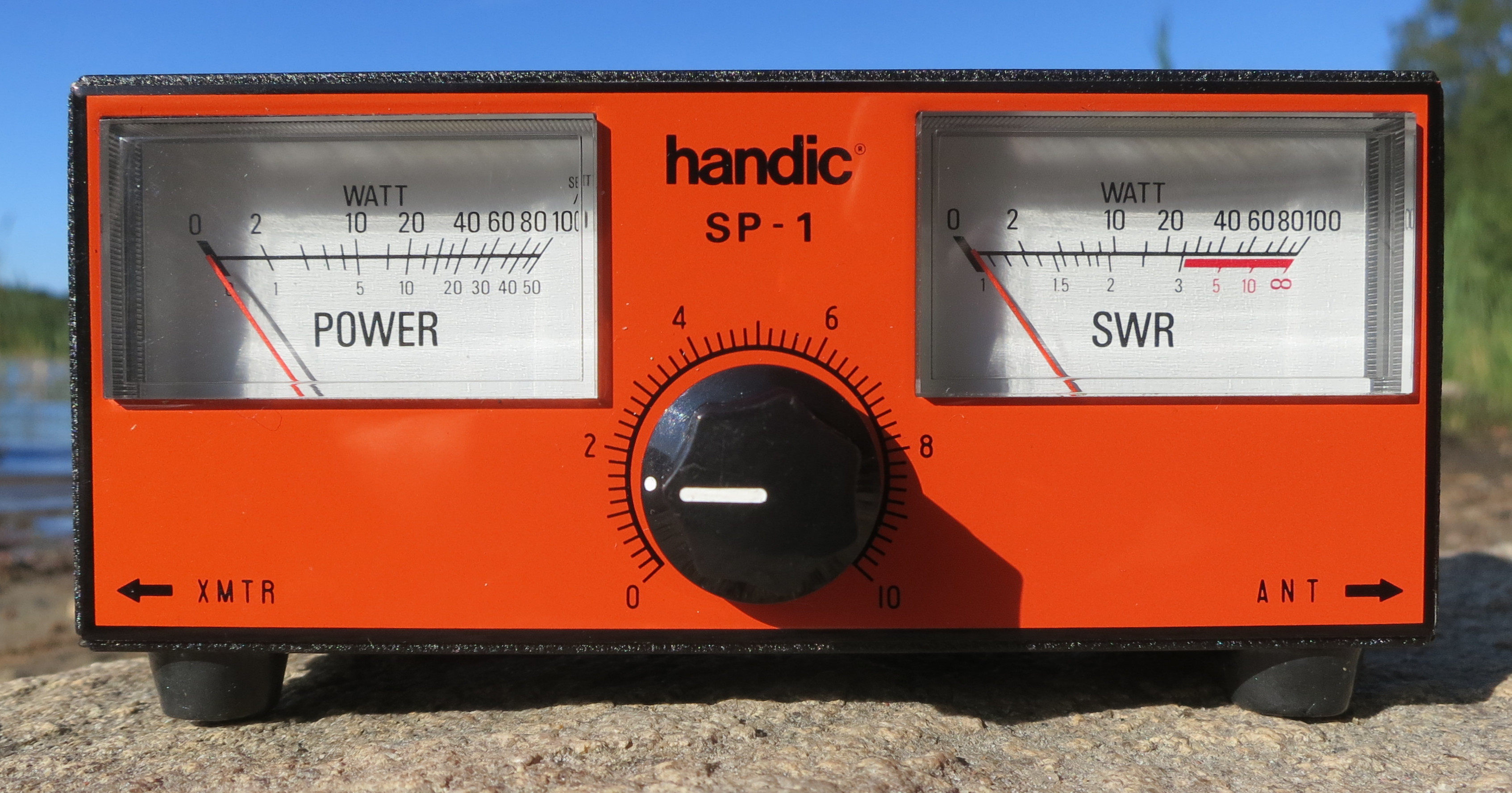
Rosmetro

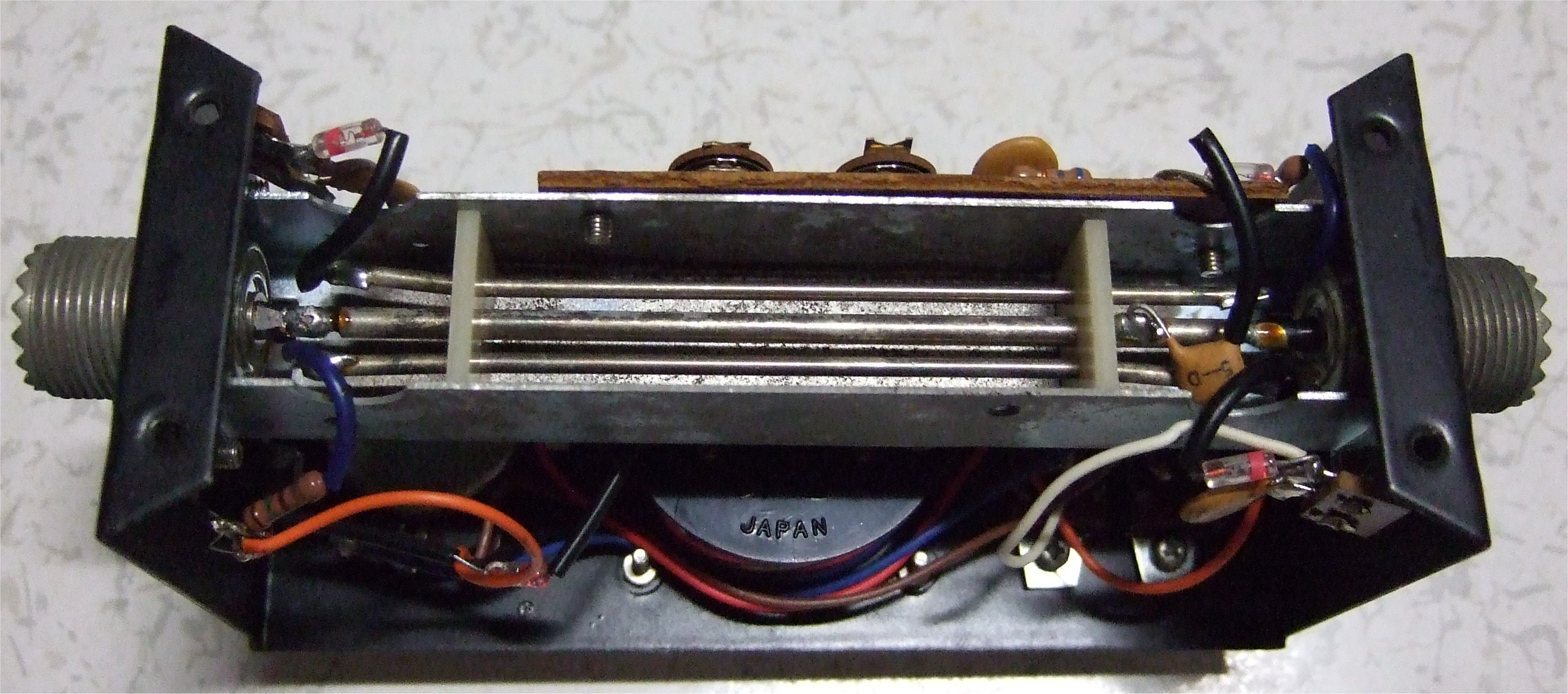
Visione dell'interno di un rosmetro. Sono visibili tre linee accoppiate parallele. I diodi, i condensatori e i resistori di terminazione sono montati alle estremità delle linee che fungono da sensori.

Per calcolare il ROS, occorre prima calcolare il coefficiente di riflessione:
{\displaystyle \rho ={\frac {V_{rev}}{V_{fwd}}}}
da cui, poi, si ottiene il ROS:
{\displaystyle ROS={\frac {1+\rho }{1-\rho }}}
In uno strumento passivo, solitamente, esso è indicato su una scala non lineare.

## Rosmetri degli operatori radio
Per decenni gli operatori radio hanno costruito e utilizzato i rosmetri come un semplice strumento diagnostico per verificare il buon adattamento di impedenza. Se la schermatura è compromessa, una coppia di linee di trasmissione, come cavi coassiali o linee bifilari, posizionate abbastanza vicine, possono dar luogo a diafonia. Un'onda che si propaga nella linea alimentata dal trasmettitore induce onde nella linea di misurazione. Posizionata la linea in parallelo (in modo rettilineo o, approssimativamente, a spirale), un'onda generata in alimentazione aumenta o cancella un'onda indotta nella stessa direzione o in direzione opposta. Se la coppia di linee supera mezza lunghezza d'onda, la cancellazione è completa e la potenza dissipata nella terminazione accoppiata è approssimativamente proporzionale alla potenza diretta e riflessa.
L'approssimazione migliora con la riduzione della diafonia e l'aumento del numero di armoniche. Nel tempo, gli amplificatori non lineari ad alto guadagno hanno sostituito gli strumenti elettromeccanici non lineari, che a loro volta hanno sostituito le lampadine a incandescenza, allo scopo di ottenere meno diafonia e migliorare l'intervallo di frequenza dal comportamento lineare.
Poiché tutte le frequenze al di sopra del minimo contribuiscono, il rapporto misurato è una misura di qualità a frequenza singola, che aumenta con armoniche indesiderate ed emissioni spurie, così come l'effettivo ROS. In un certo senso, il cavo di misura è analogo a una radio a galena (ricevitore non discriminante) che rappresenta tutti i ricevitori che potrebbero subire interferenze da emissioni non pulite. Sebbene lo strumento sia chiamato rosmetro, una misura che dia un rapporto basso non indica solo un buon adattamento, ma anche emissione pulita di potenza, senza eccessive armoniche o spurie (fuori dal canale).

## Circuiti a ponte per la misura del ROS
Il ROS può essere misurato anche usando un circuito a ponte con impedenze. Il ponte è bilanciato (0 volt sul rivelatore) soltanto quando l'impedenza di prova si adatta esattamente all'impedenza di riferimento. Quando la linea di trasmissione è disadattata (ROS > 1:1), la sua impedenza d'ingresso si discosta dalla sua impedenza caratteristica; perciò, un circuito a ponte può essere usato per determinare la presenza o meno di un basso ROS.
Per testare un adattamento, l'impedenza di riferimento del ponte è regolata all'impedenza del carico attesa (per esempio, 50 ohm), e la linea di trasmissione è connessa come impedenza incognita. La potenza RF viene applicata al circuito. La tensione all'ingresso della linea rappresenta la somma vettoriale dell'onda diretta con l'onda riflessa dal carico. Se sappiamo che l'impedenza caratteristica della linea è 50 ohm, allora conosciamo l'ampiezza e la fase dell'onda diretta. È la stessa onda presente dall'altro lato del rivelatore. Sottraendo quest'onda nota dall'onda all'ingresso della linea si ottiene l'onda riflessa. Progettato correttamente, un circuito a ponte può non solo indicare un adattamento, ma anche il grado di disadattamento, rendendo possibile il calcolo del ROS. Ciò di solito comporta alternativamente la connessione dell'onda di riferimento e dell'onda riflessa a un misuratore di potenza e il confronto dell'entità delle deflessioni risultanti.

## Limitazioni
Un rosmetro non misura l'effettiva impedenza di un carico (la resistenza e la reattanza), ma solo il rapporto legato al disadattamento. Misurare l'impedenza effettiva richiede un analizzatore d'antenna o altri dispositivi analoghi per misure RF. Per letture accurate, il rosmetro deve essere adattato all'impedenza della linea, generalmente 50 o 75 ohm. Per adattarsi a più impedenze, alcuni rosmetri dispongono di commutatori che selezionano la resistenza appropriata per le linee che fungono da sensore.
Un rosmetro dovrebbe essere connesso alla linea il più vicino possibile all'antenna: nella pratica, tutte le linee di trasmissione hanno un certo ammontare di perdite, che attenuano l'onda riflessa mentre torna indietro lungo la linea. È per questo che il rosmetro deve essere quanto più vicino al carico: a causa di questa attenuazione la lettura migliora all'aumentare della distanza da esso, dando la falsa impressione di un sistema adattato.